# 농업조정법
농업조정법(Agricultural Adjustment Act, AAA)은 미국의 뉴딜 시대 연방법으로, 잉여 농산물을 줄임으로써 농산물 가격을 높이기 위해 고안되었다. 정부는 도살용 가축을 매입하고 농부들에게 토지 일부에 작물을 심지 않는 대가로 보조금을 지급했다. 이러한 보조금은 농산물 가공 기업에 부과되는 특별세를 통해 마련되었다. 이 법은 새로운 기관인 농업조정청(Agricultural Adjustment Administration)을 설립했는데, 이 역시 "AAA"(1933년~1942년)로 불렸으며 미국 농무부 산하 기관으로서 보조금 분배를 감독했다. 1929년 연방농업위원회를 설립한 농업마케팅법은 이 법의 중요한 선례로 여겨졌다. AAA는 다른 뉴딜 프로그램들과 함께 미국의 경제 복지를 다루기 위한 연방정부의 첫 번째 실질적인 노력을 대표했다.

## 배경
프랭클린 D. 루스벨트 대통령이 1933년 3월 취임했을 때, 미국은 대공황의 한가운데 있었다. "농부들은 1890년대 이후 가장 심각한 경제 상황과 최저 농산물 가격에 직면했다." "과잉 생산과 국제 시장의 축소로 인해 농산물 가격이 하락했다." 취임 직후 루스벨트는 무너져가는 경제를 다루기 위해 백일 의회를 소집했다. 이 의회에서 연방농업위원회를 대체할 농업조정청이 탄생했다. 루스벨트 행정부는 농산물 잉여 문제를 해결해야 했다. 밀, 면화, 옥수수, 돼지, 쌀, 담배, 우유 및 유제품이 원래 법안에서 기초 상품으로 지정되었다. 1934년과 1935년의 후속 개정안은 기초 상품 목록을 확대하여 호밀, 아마, 보리, 수수, 소, 땅콩, 사탕무, 사탕수수, 감자를 포함시켰다. 행정부가 이러한 상품들을 대상으로 삼은 이유는 다음과 같다.
1. 이러한 상품들의 가격 변동이 다른 중요한 상품들의 가격에 강한 영향을 미쳤다.
2. 이러한 상품들은 당시 이미 과잉 생산 상태였다.
3. 이러한 품목들은 모두 인간이 소비하기 전에 어느 정도의 가공 과정이 필요했다.[3]

## 목표와 시행

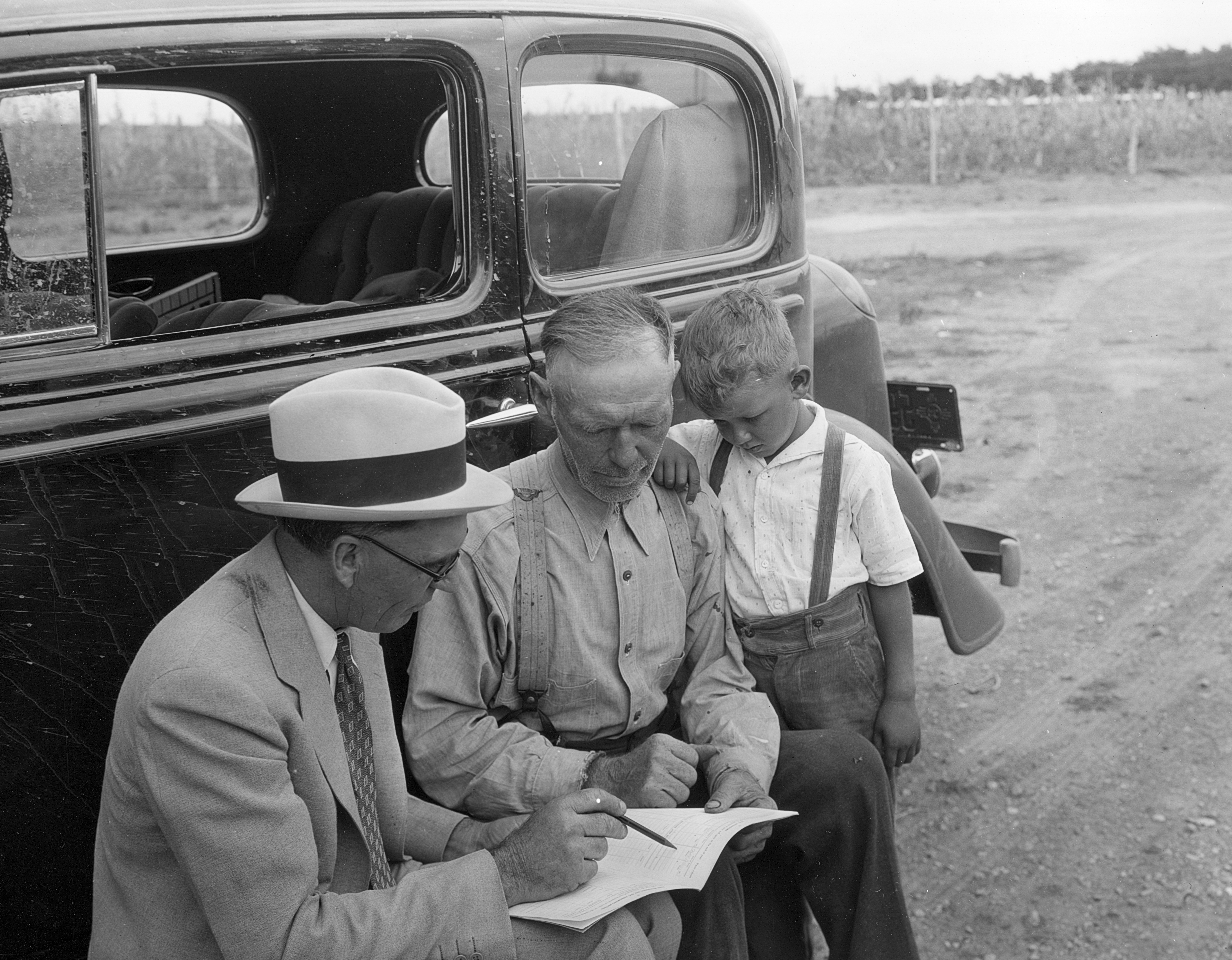
1934년 뉴멕시코 루스벨트 카운티의 한 농부와 카운티 농업보존위원회 대표가 해당 농지에 AAA 농업 프로그램을 어떻게 가장 잘 적용할 수 있을지 조항들을 검토하고 있다.

"농업조정법의 목표는 농산물의 구매력이나 전쟁 이전 시기인 1909~14년 수준을 기준으로 한 상품의 공정 교환 가치를 회복하는 것이었으며, 이는 여러 방법을 통해 달성하고자 했다. 여기에는 농무부 장관에게 다음과 같은 권한을 부여하는 것이 포함되었다. (1) 생산자들과의 합의를 통해 기초 작물의 재배 면적을 자발적으로 감축하고 경작 면적 통제 프로그램 참여에 대한 직접 지불금을 지급하는 것 (2) 가공업자, 생산자 조합, 기타 농산물 취급자들과의 자발적 합의를 통해 유통을 규제하는 것 (3) 불공정한 관행이나 비용을 제거하기 위해 가공업자, 조합, 기타 농산물 취급자들에게 면허를 발급하는 것 (4) 가공세의 필요성과 세율을 결정하는 것 (5) 세금 수입과 적절한 기금을 조정 운영 비용, 시장 확대, 농산물 잉여 제거에 사용하는 것"
"의회는 동시에 소비자의 이익을 보호하려는 의도를 선언했다. 이는 전쟁 이전 기준 시기에 농부들이 받았던 비율 이상으로 소비자의 소매 지출 비율이 증가하지 않는 수준에서 농업 생산을 재조정함으로써 달성하고자 했다."
거대한 농산물 잉여와 식량 부족으로 인한 많은 사망자의 대비는 많은 사람들에게 충격을 주었으며, 농업조정법 하에서 이루어진 일부 행정적 결정들도 마찬가지였다. 예를 들어, 농산물 잉여를 줄이기 위한 노력의 일환으로 정부는 농부들에게 작물 생산을 줄이고 임신한 암퇘지와 어린 돼지를 판매하도록 대가를 지불했다. 오렌지에는 소비를 막기 위해 등유가 뿌려졌고, 옥수수는 너무 저렴해서 연료로 태워졌다. 그러나 여러 지역에서 많은 사람들과 가축들이 굶어 죽어가고 있었다. 농부들은 사료 가격이 오르자 자신들의 가축에게 먹일 것을 감당할 수 없어 도살했다. 농업조정법 하에서는 돼지가 번식 연령에 이르는 것을 막기 위해 "땅에 갈아엎는" 것이 흔했으며, 적십자에 돼지를 기부하는 것도 일반적이었다.
1935년에는 농가 소득이 1932년보다 50퍼센트 높아졌는데, 이는 부분적으로 AAA와 같은 농업 프로그램 덕분이었다.

## 소작농

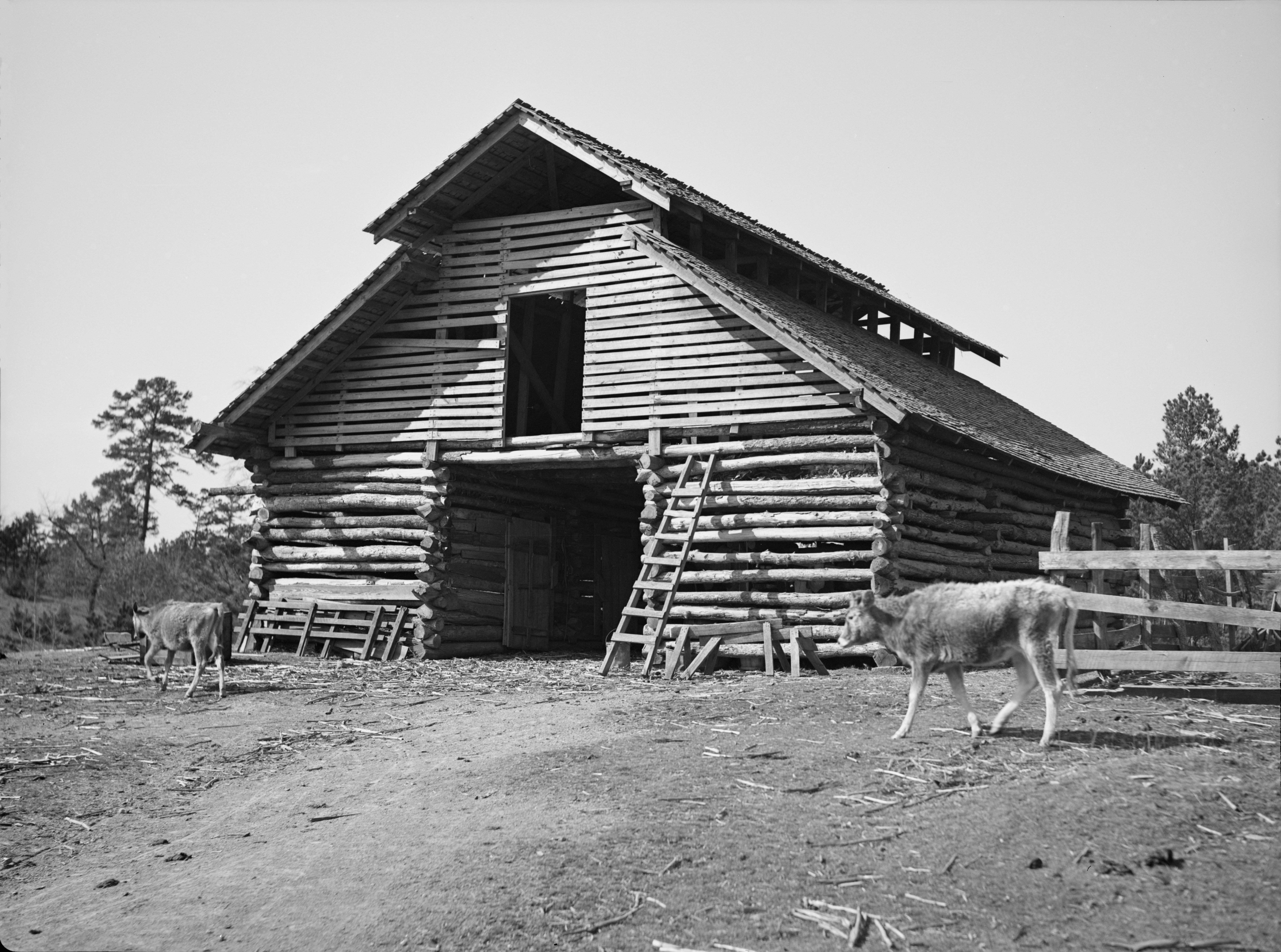
앨라배마주 워커 카운티의 소작농 농장에 있는 헛간, 1937

소작농은 남북 전쟁 이후 남부의 면화와 담배 생산을 특징짓는 존재였다. 1930년대 초 농업 경제가 급락하면서 모든 농부들이 큰 타격을 입었지만, 소작농과 분익소작농들이 가장 심각한 피해를 겪었다.
법이 추구한 동등성(작물 가격을 1909~1914년의 황금기 수준으로 끌어올리는 것) 목표를 달성하기 위해, 작물 생산을 줄였다. 이는 토지 소유자들에게 경작 면적 감축 계약을 제공함으로써 이루어졌는데, 이를 통해 그들은 자신들의 토지 일부에 면화를 재배하지 않기로 동의했다. 법적으로 그들은 자신들의 토지에서 일하는 소작농과 분익 소작농들에게 그 돈의 일부를 지급해야 했다. 하지만 의회의 남부 민주당 의원들이 항의하자, 농무부 장관은 항복하여 제7조를 재해석했고 분익 소작농들에게 더 이상 직접 수표를 보내지 않게 되어 소작인들이 피해를 입었다. 토지 소유자를 위해 직접 일했던 농업 임금 노동자들이 이 법의 결과로 가장 심각한 실업을 겪었다. 면화 재배 면적이 3분의 1로 줄어들 때 그 생산에 관여하는 노동자들의 감소가 동반되지 않을 것이라고 믿을 만큼 순진한 사람은 거의 없었다. 연구자들은 법이 시행된 후의 통계가 "1930년에서 1935년 사이에 면화 소작농들과 상당수의 임차농들의 수가 일관되고 광범위하게 감소하는 경향을 보여준다. 흑인들의 감소는 백인들보다 일관되게 더 컸다"고 결론지었다. 또 다른 결과로, 과거에 높았던 연간 이동성이 급격히 감소했는데, 소작농과 분익 소작농들이 같은 토지 소유자와 더 오래 머무르는 경향을 보였다.
프레이와 스미스의 연구에 따르면, "AAA 통제 프로그램이 (면화) 가격 상승에 책임이 있는 한, 우리는 이것이 면화 소작농과 분익 소작농 지역에서 소비되는 상품과 서비스의 양을 증가시켰다고 결론 내린다." 더욱이, 토지 소유자들은 일반적으로 소작농과 분익 소작농들이 면화 생산에서 제외된 토지를 식량과 사료 작물을 재배하는 데 사용하도록 허용했는데, 이는 그들의 생활 수준을 더욱 향상시켰다. 또 다른 결과로, 과거에 높았던 연간 이직률이 급격히 감소했는데, 소작농과 분익 소작농들이 같은 토지 소유자와 머무르는 경향을 보였다. 이 연구자들은 "일반적으로 농장주들은 소작농과 분익 소작농으로 백인보다 흑인을 선호하는 것으로 보인다"고 결론지었다.

하지만 연구자 해롤드 C. 호프소머에 따르면, 많은 지주들은 소작농들에게 직접 지원이 주어지는 것이 "도덕성을 해치는 효과"를 가질 것을 우려했다. 1935년 《세인트루이스 디스패치》에 실린 기사는 호프소머가 연방긴급구호청을 위해 실시한 조사를 인용했다.
구호로 인한 소작농의 도덕성 훼손은 지주들에게 하나 또는 두 가지 의미를 가졌다. 첫째로, 소작농이 자신의 영향력에서 벗어날 것을 두려워했을 수 있다. 분익 소작 제도는 소작농 집단의 종속을 통해서만 유지될 수 있다고 해도 과언이 아니다. 만약 분익 소작농이 자기 주도적이 되어 자신의 일을 관리하게 된다면, 이 제도는 필연적으로 무너질 것이다. 따라서 의존성을 해치는 모든 것은 도덕성을 훼손하는 것이다. 둘째로, 지주들은 어떤 집단의 구성원들이 익숙하지 않은 특권을 받게 되면, 경험이 부족하여 한동안 그것을 남용하기 쉽다는 믿음에 영향을 받았다. 상당수의 분익 소작농들이 민간건설사업청 하에서 일 년 동안 받던 것보다 더 많은 현금을 단 일주일 만에 받았을 때 이런 식으로 반응했다는 점은 의심의 여지가 없다. 경험 부족으로 돈을 어리석게 써버렸고, 이런 관점에서 그 결과는 도덕성을 훼손하는 것이었다.
미시시피의 델타 협동농장과 프로비던스 협동농장, 그리고 남부 소작농 조합은 1930년대에 주로 분익 소작농과 소작농들에게 부과된 고난에 대한 대응으로 조직되었다.
이 법이 미국 농업을 자극했지만 결함이 없지는 않았다. 예를 들어, 이 법은 소규모 농부들과 분익 소작농들보다 대규모 농부들과 식품 가공업자들에게 불균형적으로 혜택을 주었다. 헨리 월리스의 보좌관 폴 애플비는 이 법에 대한 비판에서 이를 "대체로 더 성공적인 농부들과 관련된 기능을 가진 조직"이라고 묘사했다. 1945년 이후 면화 수확 기계가 보급되면서 소규모 농부들과 분익 소작농들이 도시로 대거 이주했다.

## 토머스 수정안

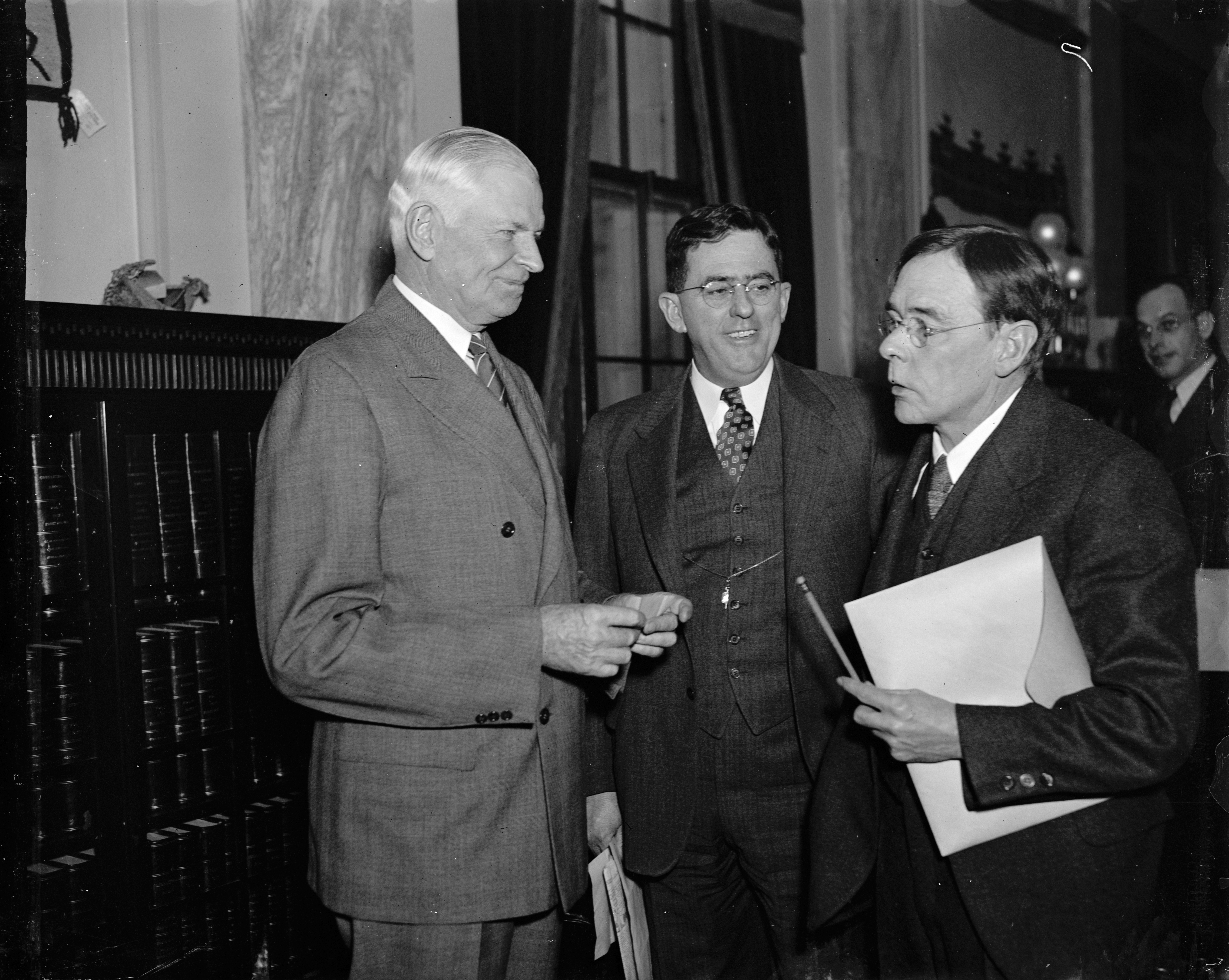
상원 인디언위원회 위원인 엘머 토머스 상원의원(왼쪽)이 클로드 M. 허스트, 존 콜리어와 함께 있는 모습. 이들은 토머스 수정안과는 (직접적으로) 관련이 없다.

법의 제3편으로 첨부된 토머스 수정안은 뉴딜의 농업 구제 법안에서 '세 번째 말'(third horse)이 되었다. 오클라호마 출신의 엘머 토머스 상원의원이 초안을 작성한 이 수정안은 대중주의적 통화 완화론과 신경제학 이론을 혼합했다. 토머스는 채무자와 채권자 모두에게 공정한, 안정된 "정직한 달러"를 원했다.
이 수정안은 대통령이 통화 팽창을 원할 때마다, 먼저 연방준비제도의 연방공개시장위원회에 최대 30억 달러의 연방 채권을 매입할 권한을 부여해야 한다고 명시했다. 공개시장운영이 불충분할 경우, 대통령은 몇 가지 선택권을 가졌다. 미국 재무부가 최대 30억 달러의 불환지폐를 발행하거나, 달러의 금 함유량을 최대 50퍼센트까지 낮추거나, 제1차 세계 대전 당시 유럽 국가들이 진 채무의 상환 수단으로 온스당 50센트를 넘지 않는 가격에 1억 달러의 은을 받을 수 있었다.
토머스 수정안은 제한적으로 사용되었다. 재무부는 제1차 세계대전의 전쟁 채무 상환으로 제한된 양의 은을 받았다. 1933년 12월 21일, 루스벨트는 런던 은 협정(1933년 7월 20일 런던 세계경제통화회의에서 채택됨)을 비준했다. 동시에 루스벨트는 포고령 2067호를 발표하여, 미국 조폐국이 새로 채굴된 국내 은 전량을 온스당 64.5센트에 매입하도록 명령했다. "루스벨트가 토머스 수정안을 가장 극적으로 사용한 것"은 1934년 1월 31일이었는데, 달러의 금 함유량을 15 5/21 그레인(0.98741그램)의 순도 .900 금으로 낮추었다. 이는 이전의 고정 함유량(25 8/10 그레인, 즉 1.6718그램)의 59.06퍼센트였다. "하지만 도매 물가는 계속 상승했다. 토머스 수정안으로 인한 가장 중요한 확장은 아마도 통화 정책에 대한 정부 권력의 증가였을 것이다."
이 수정안의 영향으로 개인이 보유하던 은(아마도 인플레이션이나 금융 시스템 붕괴에 대비한 수단으로)의 양이 감소하고 유통 통화량이 증가했다.

## 위헌 판결
1936년 1월 6일, 대법원은 미국 대 버틀러 사건에서 가공업자들에게 세금을 부과하여 이를 다시 농부들에게 지급하는 것이 위헌이라고 판결했다. 농업 규제는 주 정부의 권한으로 간주되었다. 따라서 연방정부는 관할권 부재로 인해 주들에게 농업조정법을 채택하도록 강요할 수 없었다. 하지만 1938년 농업조정법이 이러한 기술적 문제들을 해결했고 농업 프로그램은 계속되었다.

## 웨어 그룹
다음의 AAA 직원들은 1948년 8월 3일 하원비미활동위원회에 소환되어 증언한 위태커 챔버스가 지목한 웨어 그룹의 구성원으로 추정되었다. 해롤드 웨어, 존 아브트, 리 프레스먼, 앨저 히스, 도널드 히스, 네이선 위트, 헨리 콜린스, 매리언 바크라크(남편 하워드 바크라크도 AAA 직원이었다), 존 헤르만, 네서니얼 웨일.

## 같이 보기
- 1935년 농업조정법 수정안
- 1938년 농업조정법
- 연방 긴급 구호청, 1933년 5월
- 상품 신용 공사

- 존스-코스티건 수정안

## 더 읽어보기
- Folino, Ann Plowed Under: Food Policy Protests and Performance in New Deal America. Bloomington, IN: Indiana University Press, 2015.
- Frey, Fred C. and Smith, T. Lynn. "The Influence of the AAA Cotton Program Upon the Tenant, Cropper, and Laborer," Rural Sociology (1936) 1#4 pp. 483–505.
- Gilbert, Jess. Planning Democracy: Agrarian Intellectuals and the Intended New Deal. New Haven, CT: Yale University Press, 2015.
- Robert Gulotty (2024), "The Multiplant Origins of the National Market", Journal of Historical Political Economy 3(4): 577–606.
- Monmonier, Mark. Aerial Photography at the Agricultural Adjustment Administration: Acreage Controls, Conservation Benefits, and Overhead Surveillance in the 1930s, Photogrammetric Engineering & Remote Sensing Vol. 68, No.12, December 2002, pp. 1257–1261.